# Ipaoides saaristoi
Ipaoides saaristoi là một loài nhện trong họ Linyphiidae. Chúng được Andrei V. Tanasevitch miêu tả năm 2008.